# Antonio Nocerino
Antonio Nocerino (Napulj, 9. travnja 1985.) bivši je talijanski nogometaš i nacionalni reprezentativac. Igrao je na poziciji veznog.

## Karijera

### Klupska karijera

#### Počeci
Nocerino je počeo trenirati nogomet u dobi od pet godina u malom klubu iz susjedstva kojeg je vodio njegov otac. Kao trinaestogodišnjak se pridružio Juventusovoj školi nogometa. U sezoni 2003./04. je uvršten u seniorsku momčad kluba koji ga je dao na posudbu u Avellino.
Nakon toga je otišao u Genou koja ga je također tijekom ugovornom razdoblja slala na posudbe u Catanzaro, Crotone i Messinu. Upravo je u Messini digrao prvu utakmicu (protiv Sampdorije) i zabio prvi gol (protiv Empolija) u Serie A.

#### Piacenza i Juventus
Antonio Nocerino 2006. godine potpisuje za Piacenzu u kojoj je bio standardan igrač, odigravši 37 utakmica i zabivši šest pogodaka. Već u ljeto sljedeće godine kupuje ga Juventus za 3,7 milijuna eura. Za klub u kojem je igrao u juniorima, debitirao je u 1. kolu Serie A protiv Livorna kojeg je Juve dobio s visokih 5:1. Trener Claudio Ranieri koristio je Nocerina kao standardnog igrača dok mu je u proljetnom dijelu sezone mjesto u početnom sastavu "oteo" Mohamed Sissoko. Ipak, Nocerino je do kraja sezone skupio 32 prvenstvena nastupa te njih četiri u talijanskom kupu.

#### Palermo
30. svibnja 2008. Nocerino odlazi u Palermo u sklopu transfera kojim je Juventus kupio Amaurija. U klubu je debitirao 13. rujna 2008. u 3:1 pobjedi protiv AS Rome. Suigrač u veznom redu mu je bio Mark Bresciano. Sljedeće sezone klub preuzima Walter Zenga a igrač zabija prvi prvenstveni pogodak protiv AS Rome.
Uoči sezone 2010./11. Nocerino mijenja svoj dres s brojem 9 za broj 23 u čast sv. Pija iz Pietrelcine čiji se dan slavi 23. rujna. Brojku 9 je preuzeo urugvajski napadač Abel Hernández. Igrajući protiv Parme u četvrtfinalu Coppa Italije, Nocerino je skupio jubilarni 100-ti nastup za sicilijanski klub.
Početkom sezone 2011./12. igrač je za klub odigrao dvije utakmice kvalifikacija u 3. kolu Europske lige protiv švicarskog Thuna nakon čega je napustio klub otišavši u Milan.

#### AC Milan i posudbe
31. kolovoza 2011. na zadnji dan ljetnog transfernog roka, Milan je doveo igrača potpisavši s njime petogodišnji ugovor.
Svoj debi u Milanovom dresu Antonio je ostvario 12. rujna 2011. u utakmici Lige prvaka protiv FC Barcelone. Već 15. listopada zabija i prvi prventveni pogodak i to protiv svojeg bivšeg kluba Palerma. Nakon nešto više od deset dana, Nocerino 26. listopada u susretu protiv Parme zabija i svoj prvi hat-trick u 4:1 pobjedi. To mu je ujedno bio i prvi hat-trick u karijeri. U novom klubu igrač je nastavljao s golgeterskim nizom što prije mu prije u karijeri nije uspijevalo tako da je zabijao i Juventusu, Barceloni.
Uoči nove sezone 2012./13. Nocerino uzima dres s brojem 8 koji je prije njega nosio Gennaro Gattuso koji je otišao u švicarski Sion. Sam igrač je izrazio čast što nosi dres s tim brojem.
16. prosinca 2012. Nocerino je protiv Pescare zabio gol nakon svega 35 sekundi igre a nakon utakmice je na press konferenciji za novinare izjavio da je gol posvetio žrtvama pokolja u američkoj osnovnoj školi Sandy Hook. Tada je rekao: "Sve što sam danas učinio je samo za njih".
Budući da je Nocerino tijekom sezone 2013./14. pao u drugi plan treneru Allegriju sa svega 11 odigranih utakmica, najprije je krajem siječnja 2014. poslan je na posudbu u redove londonskog premijerligaša West Hama gdje je ostao do kraja tekuće sezone. 2. srpnja 2014. igrač je poslan na novu posudbu u Torino za koji je debitirao u trećem kolu kvalifikacija za Europsku ligu protiv švedske Brommapojkarne. Torinski Bikovi odlučili su 15. siječnja 2015. razvrgnuti ugovor o posudbi s igračem tako da je Nocerino ubrzo pronašao novi angažman u Parmi.

### Reprezentativna karijera
Prije nastupa za seniorsku reprezentaciju, Nocerino je igrao u svim mladim talijanskim reprezentativnim sastavima. Tako je s U21 reprezentacijom 2007. nastupao na europskom prvenstvu u Nizozemskoj a 2008. na Olimpijadi u Pekingu.
Debi za Italiju, Antonio Nocerino je ostvario 17. listopada 2007. u prijateljskoj utakmici protiv Južnoafričke Republike. Izbornik Cesare Prandelli ga je uvrstio na popis reprezentativaca za Euro 2012 na kojem je Italija izgubila u finalu protiv Španjolske.

## Osvojeni trofeji

### Reprezentativni trofeji
| Turnir                   | Trofej | Godina |
| ------------------------ | ------ | ------ |
| EP u Poljskoj / Ukrajini | Srebro | 2012.  |

## Vanjske poveznice
- Reprezentativna statistika Antonija Nocerina  Arhivirana inačica izvorne stranice od 28. rujna 2011. (Wayback Machine)
- Profil igrača na web stranicama AC Milana  Arhivirana inačica izvorne stranice od 26. listopada 2011. (Wayback Machine)